# Cratere Fernelius
Fernelius è un cratere lunare di 68,42 km situato nella parte sud-orientale della faccia visibile della Luna, poco a nord del cratere Stöfler. Il cratere Kaiser è situato nelle vicinanze del bordo nordoccidentale di Fernelius. A nord-nordest si trovano i crateri Nonius e Walther. A sudest di Fernelius si trovano parecchie formazioni, quali Miller, Nasireddin, Huggins ed Orontius.
Dopo l'impatto che lo ha generato, il fondo del cratere Fernelius è stato ricoperto, lasciando una superficie relativamente piatta e priva di formazioni; non è presente nemmeno il picco centrale. L'orlo del cratere è stato notevolmente eroso da impatti successivi; il più importante è quello che ha dato origine a 'Fernelius A', che si trova proprio sul bordo occidentale.
Il cratere è dedicato al medico francese Jean Fernel.

## Crateri correlati
Alcuni crateri minori situati in prossimità di Fernelius sono convenzionalmente identificati, sulle mappe lunari, attraverso una lettera associata al nome.
| Fernelius | Coordinate           | Diametro (in km) |
| --------- | -------------------- | ---------------- |
| A         | 38°24′00″S 3°28′48″E | 29,63            |
| B         | 37°27′00″S 4°07′12″E | 9,12             |
| C         | 38°56′24″S 4°22′12″E | 6,65             |
| D         | 38°16′48″S 6°09′36″E | 7,72             |
| E         | 38°24′00″S 6°34′12″E | 5,57             |